# Теос
Ђедор, познатији као Теос (стгрч. Τέως) или Тахос (стгрч. Ταχως), био је староегипатски фараон из 30. династије.